# Мухаммад Саїд Шаміль
Мухаммад Саїд Шаміль, або Саїд-бей, Саїд-бек (ав. МухІамад-СагІид Шамил; 1901, Стамбул, Османська імперія — 21 березня 1981, Стамбул, Туреччина) — північнокавказький суспільно-політичний емігрантський діяч, онук імама Шаміля. Учасник антирадянського повстання в Дагестані 1920 року, придушеного Червоною армією, внаслідок чого повернувся до Туреччини. Там планував влаштувати ще заколоти, проте не зміг отримати достатньої підтримки.
Учасник руху «Прометей», метою якого був розвал Радянського союзу. Член Комітету незалежності Кавказу. Письменник та публіцист. Генеральний секретар Народної партії горян Кавказу. Вважався одним із головних ворогів СРСР у мусульманських країнах. Відіграв важливу роль в антикомуністичних рішеннях багатьох арабських держав.

## Біографія

### Сім'я

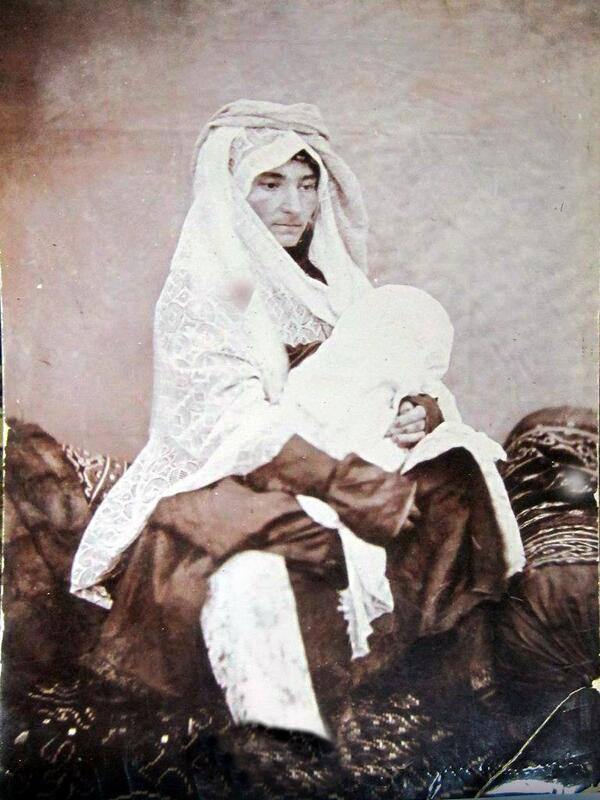
Бабушка Саїда Заїдат з його батьком на руках. Калуга, 1860-ті роки

Батька Саїда звали Мухаммад-Каміль, він народився у Калузі 1863 року, був генералом османської армії і помер 1951 року, так і не повернувшись до рідного Дагестану. Мухаммад-Каміль був молодшим сином імама Шаміля, лідера національно-визвольного руху на Північному Кавказі XIX століття. Маму Саїда звали Наджіба-ханум, про її походження відомо лише те, що вона дочка вчителя з Медина на ім'я Мухаммед Саїд Ефенді.
У Саїда було дві сестри: Наджія (1899—1983) і Наджабат (1916—1983).

### Становлення

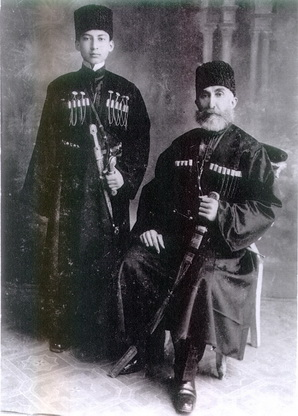
Юний Саїд з батьком Мухаммад-Камілем, 1917 рік

Народився в столиці Османської імперії — Стамбулі. Провівши дитинство в арабських землях, приїхав до Стамбула для здобуття освіти. Навчався, за власною заявою, в елітному ліцеї Галатасарай. У Стамбулі познайомився зі знаними північнокавказькими емігрантами.
Крім своєї рідної аварської, також знав турецьку, арабську, французьку, англійську та російську мови.
Брав участь у Першій світовій війні у складі армії Османської імперії. 1916 року був присутній на «з'їзді 26 пригноблених Росією народів», організованому Союзом народів у Лозанні.

### Повстання

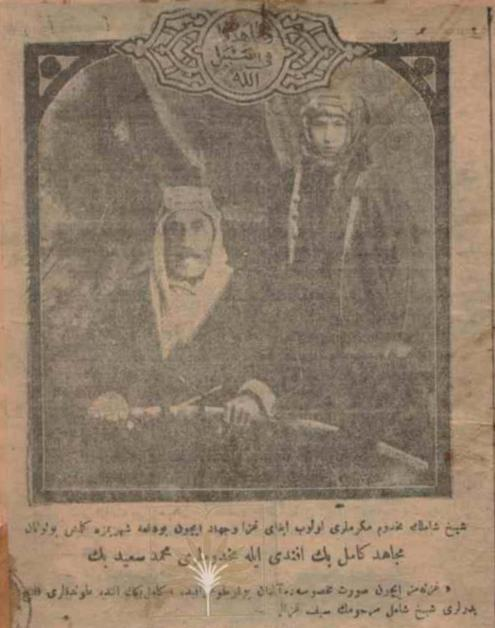
Мухаммад-Саїд з батьком Мухаммад-Камілем

11 травня 1920 року в Чечні, у селі Капші поблизу Ведено організували з'їзд горців, де запропонували обрати головою антирадянського національно-визвольного руху батька Саїда, Мухаммада-Каміля. Через хворобу він відправив своїм представником 19-річного Саїда.
29 жовтня він прибув до Дагестану. Приїзд онука Шаміля вразив гірських повстанців. Саїд також привіз багато грошей та мануфактури. Як описують сучасники, на пропозицію стати ватажком руху Саїд від своєї скромності відповідав, що ще занадто молодий для такого. У районі Гідатлі його зустрів Гоцінський, який оголосив його керівником горців. До Саїда приставили охорону з 25 осіб, що складалася з вихідців з аула Гімри, звідки і сам Саїд походив. Передбачалося, що він візьме на себе координаційну функцію між Антантою, кавказькою імміграцією на землях Османа і повстанцями на Кавказі. Діяльність молодого Саїда Шаміля в повстанні обмежувалася моральною і мотиваційною підтримкою, що виходила від імені його діда, попри формальне оголошення його лідером.
Повстання проходило зі змінним успіхом, загін Саїда налічував до півтисячі людей. Однак через неузгодженість, відсутність дисципліни та величезні сили червоноармійців повстання придушили. Поранений Саїд недовго ховався в горах, наприкінці березня 1921 року залишив Дагестан, насилу повернувся до Туреччини, ліг у військовий шпиталь на 2 місяці.

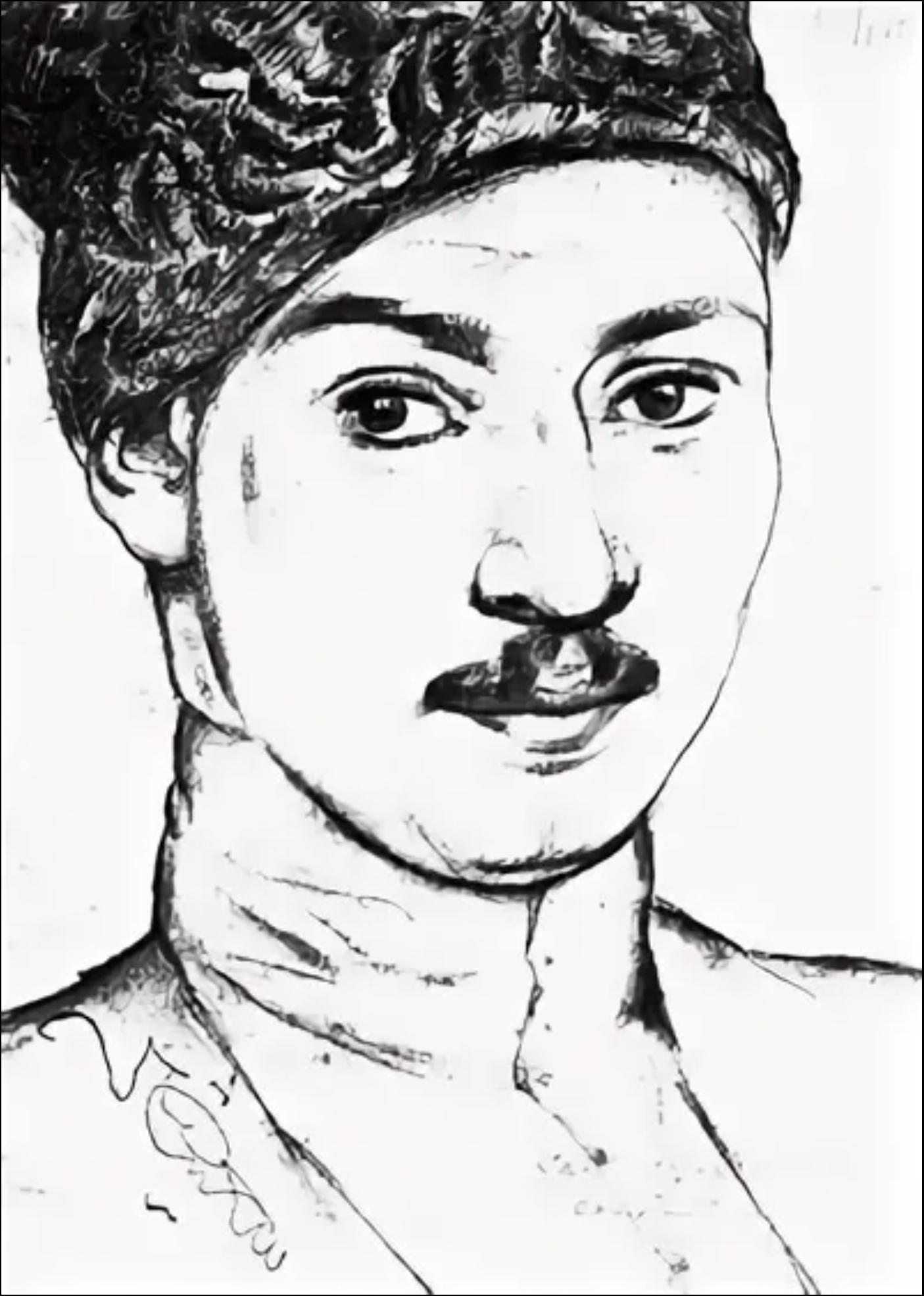
Портрет Мухаммада-Саїда за авторством Халіл-бека Мусаясула. 1920 рік

Більшовицькі лідери Наджмудін Самурський та Серго Орджонікідзе зустрілися з турецьким генералом Кязимом Карабекіром на кордоні Гюмрі у середині травня 1921 року і просили видати їм Саїда Шаміля. Кязим Карабекір, навпаки, заявив, що Саїд Шаміль розшукується в Туреччині як агент Антанти, і запевнив своїх співрозмовників-більшовиків, що його буде покарано, як тільки його спіймають. Неясно, чи було здійснено якісь судові переслідування проти Саїда в Туреччині. Імовірніше його справу прикрив його двоюрідний брат Мехмет Шаміль Бей.

### Діяльність в еміграції

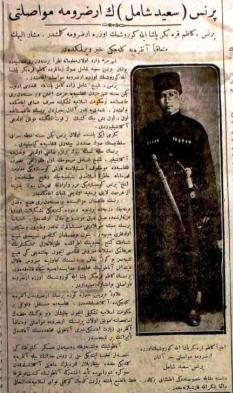
Прибуття Саїда Шаміля в Ерзурум. Газета «İleri Gazetesi»

Відразу після повернення в Анкару вирушив до Самсуна, де проживали великі групи північнокавказьких іммігрантів, і спробував зібрати добровольців для організації повстання на Кавказі. Радянська розвідка доповідала, що Саїд відвідав Кязима Карабекіра в Карсі та пробув там 6 днів у серпні 1921 року. Він представив плани організації повстання, але його пропозицію визнали несвоєчасною і Карабекір не прийняв її.
Карабекір відправив Саїда Шаміля до Ерзурума, побоюючись погіршення відносин з Радами. Після двомісячної бездіяльності в Ерзурумі він звернувся до Карабекіра в листі, погрожуючи, що якщо не отримає схвалення своїх планів, він поїде до Стамбула і шукатиме підтримки у представників Антанти. Карабекір розцінив це не як загрозу, а як чудову нагоду. Для ознайомлення з французькою політикою він запропонував йому відвідати Бекір-Самі Кундуха в Парижі та повзаємодіяти як із кавказькими політемігрантами, так і з французьким урядом. Таким чином Саїд Шаміль зробив свої перші кроки, щоб стати видним представником політичної еміграції Північного Кавказу.
Французи фінансово підтримували Саїда Шаміля до жовтня 1922 року. Однак він не міг здійснити жодних конкретних дій, крім написання послань зі званням «Вождь оборони та національних зборів Північного Кавказу», які приписував самому собі. Це посприяло втраті французької підтримки.
Незабаром Саїд знайшов собі інших партнерів — поляків. До кінця 1924 року з ініціативи посла Польщі Романа Кноля у Стамбулі вирішили створити «Союз звільнення Кавказу» (англ. The Union for Liberation of The Caucasus), де Саїд займав ключову роль.
Також був учасником руху «Прометей».
Під час суду над керівником антирадянського повстання Нажмудіном Гоцинським, одним із звинувачень НКВС проти нього був лист, нібито отриманий від Саїда Шаміля. Його звинувачували в тому, що він прочитав цей лист представникам гірських аулів Чечні 15 квітня 1924 року і закликав народ до повстання, обіцяючи, що від Саїда надійде багато зброї. Однак жодних свідчень про наявність такого листа в радянських архівах не виявлено. Ймовірно, що це звинувачення було вигадкою НКВС.
18 листопада 1925 року заснував «Народну партію горців Кавказу» (англ. The Peoples’ Party of the Highlanders of the Caucasus) в Празі, ставши її генеральним секретарем. До цієї асоціації також приєдналися члени раніше організованої Ахмедом Цаліковим групи Спілки горян Кавказу. Однак діяльність Саїда в партії призвела тільки до розладу серед міської еміграції через його зусилля щодо закріплення влади у своїх руках.
15 липня 1926 року в Стамбулі створили «Комітет незалежності Кавказу», де Саїд Шаміль також був одним із головних членів. Згодом Шаміль був одним представником Північного Кавказу і в Раді конфедерації Кавказу.
У серпні 1928 року відправив листа в Дагестан, де запитав про діяльність Радянської влади, чи задоволені владою дагестанці, чи виступить народ проти влади, якщо Саїд прийде з військом.
Писав статті і друкувався у різних виданнях та журналах.
Мав турецьке та саудівське громадянства, саудівський уряд видав йому дипломатичний паспорт. У Саудії брав участь у роботі Всесвітньої ісламської організації «Рабіта» (араб. رابطة у перекл. «Зв'язок»), однією з метою якої була підтримка мусульманських народів, які утискаються.
Був присутній на Ісламській конференції в Єрусалимі 7 грудня 1931 на запрошення муфтія Єрусалима Аміна Аль-Хусейні й обраний членом президентської ради конференції як наймолодший член. Саїд Шаміль зіграв вирішальну роль в антикомуністичних рішеннях багатьох арабських держав своїми промовами та статтями.

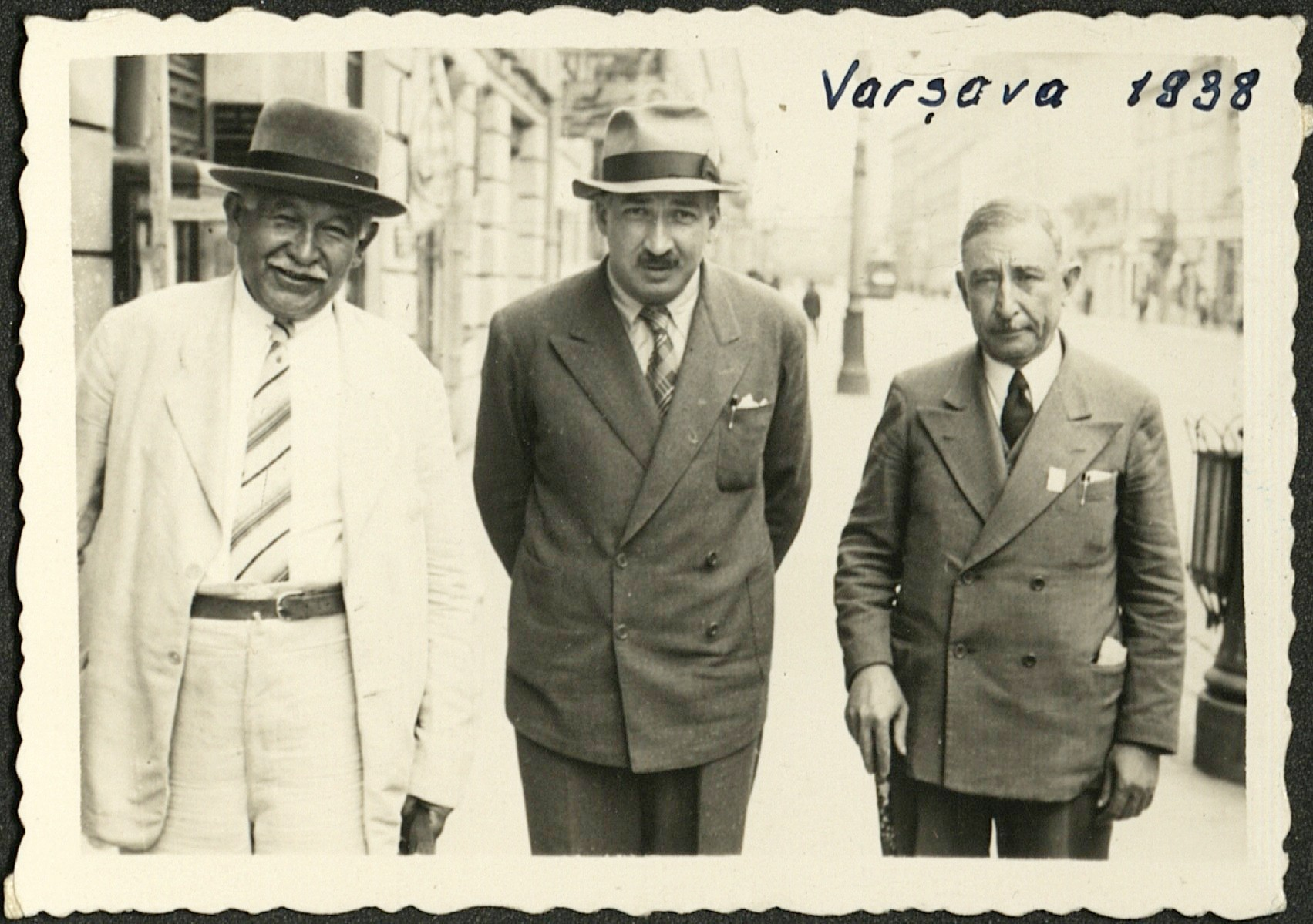
Татарський емігрант Гаяз Ісхакі, Саїд Шаміль та узбецький емігрант Усман Ходжа у Варшаві. 1938 рік.

#### Друга світова
Перед Другою світовою війною зі своїми кавказькими однодумцями базувався у столиці Польщі Варшаві, де перебував у керівництві Кавказького національного комітету. Перебував у Варшаві, коли німці розпочали вторгнення до Польщі. Незабаром йому вдалося покинути країну і вирушити до Бейруту.
Після початку війни Німеччини проти СРСР кавказька еміграція почала сподіватися, що німці переможуть більшовиків і звільнять Кавказ.
1942 року Німеччина вирішує прорватися на Кавказ. Агітація, пропаганда серед дагестанських народів, створення кавказьких легіонів, а також диверсії в Дагестані не допомогли німцям у здійсненні задуманого і вони захотіли залучити на свій бік Саїда для просування своїх цілей. У квітні німецьке МЗС запросило близько 40 різних емігрантських лідерів, зустріч відбулася в берлінському готелі «Адлон». Ідеї Саїда про незалежність Дагестану не сходилися з планами німців, які планували приєднати Дагестан до третього рейху. Переговори тривали 6 місяців. Після цього Саїд залишив Німеччину, як і його однодумці.

#### Після війни
Брав участь у багатьох ісламських конференціях, на яких завжди порушував питання необхідності підтримки ісламськими країнами й організації звільнення ісламських народів Радянського союзу. Радянська пропаганда прозвала Саїда і Баймірзу Хайта «зоологічними антикомуністами та ворогами СРСР № 1 у таборі ісламської реакції». Наступні 20-25 років більшу частину часу проводив у країнах Близького Сходу.
Після війни повернувся в політику з утворенням Американського комітету визволення від більшовизму, заснованого 1950 року. Був фаворитом Роберта Дреєра, директора комітету.
У своїй стамбульській квартирі розмістив велику бібліотеку, яку після його смерті передали турецькому Фонду імені Шаміля. 1951 року в Стамбулі зі своїми соратниками, серед яких був і Пшемахо Коцев, створив «Товариство культури та взаємодопомоги північнокавказців».
У грудні 1953 року почесним гостем брав участь у конференції Ліги арабських держав у Єрусалимі. У своїй промові розповів про становище мусульман СРСР, зокрема про депортованих.
1978 року став одним із засновників північнокавказького культурного центру «Фонд освіти і культури імені Шаміля».
1981 року під час паломництва до Мекки втратив рівновагу і, впавши, розбив голову. Отримав струс мозку. У лікарні захотів повернутися до Туреччини, де йому гіршало. Невдовзі 21 березня у лікарні району Хайдарпаша помер. Похований на цвинтарі Караджаахмед поблизу батька, матері та шейха Джамалуддіна Казі-Кумухського. На цвинтарі на плиті висічено напис «Цвинтар родини кавказького муджахіда Шаміля».

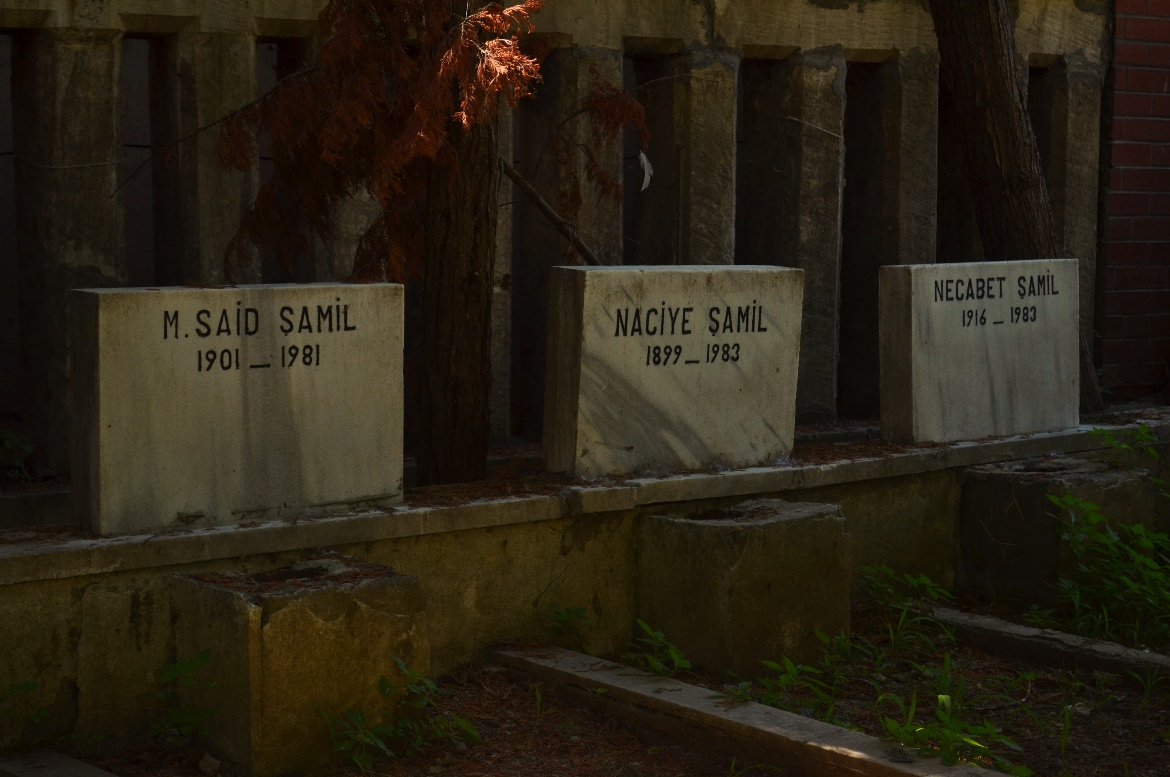
Могили Мухаммада Саїда та його сестер у Стамбулі

### Особисте життя
Був одружений з родичкою Хаддуч, дочкою Мухаммада Фазіля-паші Дагестанли. Однак цей шлюб був радше формальним.
Спадкоємців у Саїда не залишилося, як і в його сестер, які померли через два роки після його загибелі.

### Пам'ять
2003 року до 100-річчя від дня народження Саїда дагестанськими дослідниками Хаджі-Мурадом Доного та Ахмедом Муртазалієвим видана збірка матеріалів, що містить біографію Саїда, різні статті, спогади про нього й інше.